# Секрет фірми (фільм)
«Секрет фірми» — радянський художній фільм 1934 року режисера Володимира Шмідтгофа. Фільм не зберігся. В основі сюжету — заснована на реальній історії запуску заводу в Лузі повість Миколи Брикіна «Провінційна ідея».

## Сюжет
Начальник лузької повітової міліції Рубцов під час об'їзду ділянки виявляє на узліссі занедбаний будинок фабрики. Обстежуючи місце, він знаходить тут дивовижні черепки, а від місцевого жителя дізнається, що до революції тут був завод по виготовленню тиглів. З енциклопедичного словника Рубцов дізнається, що таке тиглі, і розуміє, що вони мають величезне значення для металургії, але секрет їхнього виробництва є тільки у англійської фірми. Рубцов вирішує відновити виробництво — збирає різношерсту команду таких же ентузіастів, як і він, і після ряду веселих пригод, долаючи підступи представника іноземної концесії Лервінга, «рубцовци» своїми силами відкривають таємницю виготовлення тиглів і на місці старих руїн запускають радянський завод.

## У ролях
- Семен Свашенко —  Микола Рубцов, начальник повітової міліції
- Софія Магарілл —  Левіна, інженер
- Петро Андрієвський —  майстер Шульц
- Валерій Соловцов —  секретар укома
- Павло Волков —  Власов, голова укома
- Давид Гутман —  Барановський
- Яків Гудкін —  Яшка
- Петро Пирогов —  Гаврюшка
- Георг Мартін —  містер Лервінг, представник фірми «Джонсон»
- Юрій Лавров —  агент Лервінга
- Тамара Макарова —  секретар Лервінга
- Євгенія Плюто —  дружина Рубцова

## Знімальна група
- Режисер — Володимир Шмідтгоф-Лебедєв
- Сценаристи — Володимир Шмідтгоф-Лебедєв, Микола Брикін, Савелій Рубен
- Оператор — Анатолій Погорєлий
- Художник — Євгенія Словцова